# Van Gogh (cràter)
Van Gogh és un cràter d'impacte en el planeta Mercuri de 99 km de diàmetre. Porta el nom del pintor neerlandès 	Vincent van Gogh (1853-1890), i el seu nom va ser aprovat per la Unió Astronòmica Internacional el 1976.